# Lance Armstrong
Lance Edward Armstrong (nacido Lance Edward Gunderson; Austin, Texas, 18 de septiembre de 1971) es un ciclista profesional  estadounidense retirado, campeón del mundo de ciclismo en ruta en 1993.
Ganador del Tour de Francia en siete ocasiones consecutivas (1999-2005), en 2012 fue acusado de dopaje sistemático por la Agencia Antidopaje de Estados Unidos (USADA), quien decidió finalmente retirarle las siete victorias por dopaje, además de suspenderlo de por vida. Esta decisión fue ratificada por la UCI, que anuló su palmarés ciclista a partir de 1998. Armstrong admitió haber usado EPO, testosterona y transfusiones de sangre para mejorar el rendimiento durante su carrera de ciclismo. Su caso provocó reacciones en su contra por parte del mundo del deporte en general.
En el año 2000 recibió el Premio Príncipe de Asturias de los Deportes.

## Biografía

### Primeros años
Armstrong nació el 18 de septiembre de 1971 en Plano, Texas, en el norte de Dallas. Con doce años, empezó su carrera deportiva en el equipo de natación de la ciudad de Plano (City of Plano Swim Club). Uno de sus primeros logros fue terminar cuarto en el campeonato de Texas de los 1500 libres. El futuro ciclista cambió de disciplina cuando vio un anuncio para participar en un triatlón. Se apuntó y ganó fácilmente.
En la temporada 1987-1988, Armstrong consiguió terminar en la primera posición del calendario estadounidense de triatlón en la categoría de 19 o menos años. La segunda plaza fue para Chann McRae, con quien más tarde coincidió en el equipo ciclista US Postal Service. A los 16, Armstrong se convirtió en triatleta profesional. Los logros no tardaron en llegar, con campeonatos nacionales de la modalidad de sprint en 1989 y 1990, cuando solo tenía 18 y 19 años, respectivamente.
Pronto quedó claro de su talento, la disciplina en la que marcaba las diferencias, era la carrera en bicicleta. Sobre todo después de ganar en 1991 el campeonato de aficionados además de ganar la prueba profesional de la Semana Lombarda. Esos logros le sirvieron para participar en la modalidad de carretera de los Juegos Olímpicos de Barcelona, donde acabó en decimocuarta posición con la ayuda de su compañero Bob Mionske. Tras esta actuación, Armstrong firmó su primer contrato profesional como ciclista con el Motorola, equipo con el que ganó su primera carrera, el Trofeo Laigueglia en Italia, donde superó al favorito, Moreno Argentin.

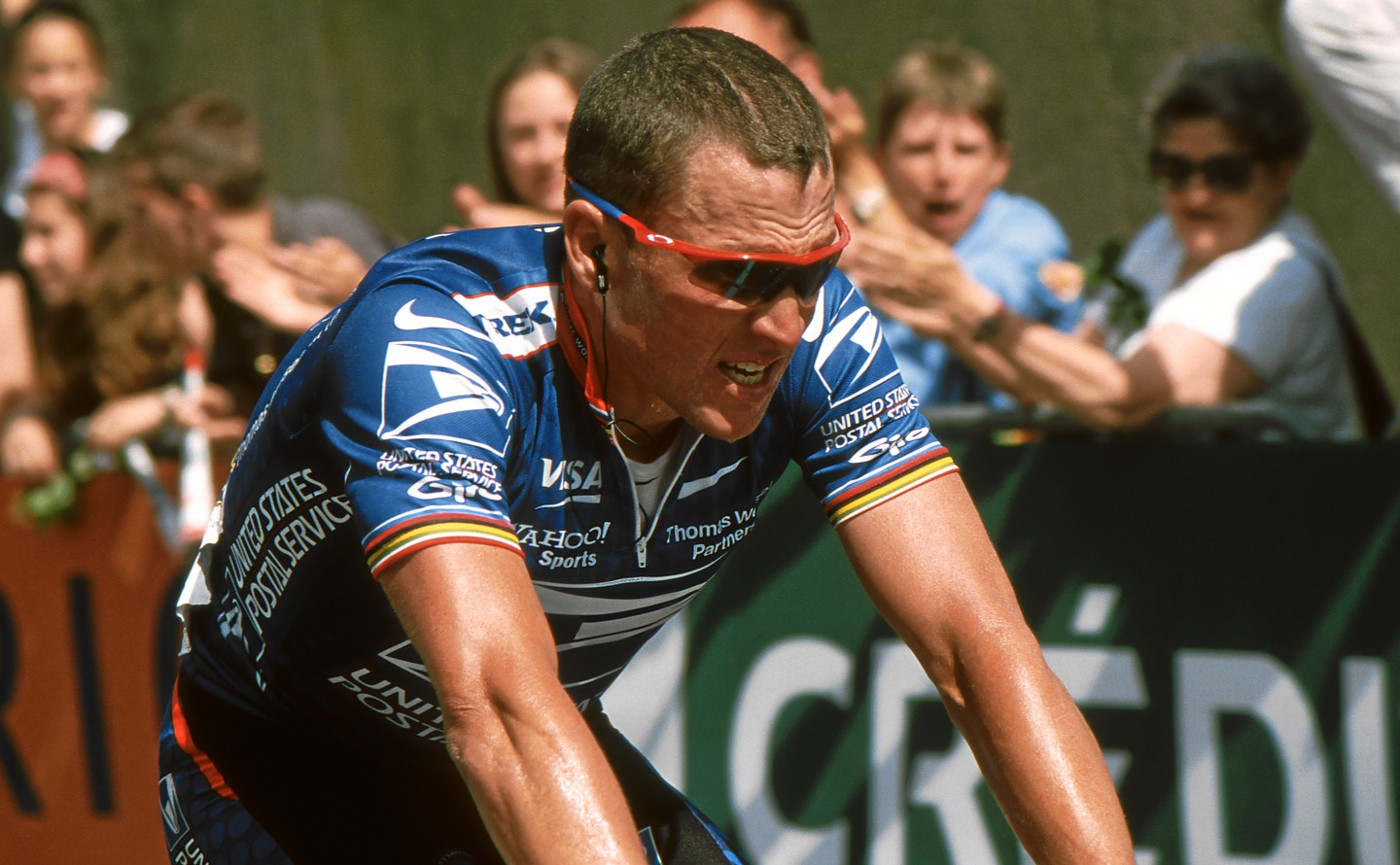
Lance Armstrong en la Gran Premio de Midi Libre

En 1993, Armstrong ganó diez carreras de un día y etapas de vueltas por etapas. Además, se convirtió en el tercer corredor más joven en ganar el Campeonato del Mundo en ruta, celebrado en Oslo, donde bajo la lluvia dio la sorpresa ante los favoritos. Miguel Induráin llegó segundo. Al año siguiente, ya con el maillot arcoíris, acabó segundo en la Clásica de San Sebastián y en la Lieja-Bastoña-Lieja.
El estadounidense aumentó su prestigio como corredor de clásicas tras ganar la Clásica de San Sebastián en 1995 (donde tres años antes fue último). Además, esa temporada consiguió la etapa con final en Limoges en el Tour de Francia. De ese día es muy recordada entre los aficionados la imagen de Armstrong llegando a meta señalando el cielo para dedicar la victoria a su compañero de equipo fallecido en ese mismo Tour, Fabio Casartelli.
La siguiente temporada, la de 1996, marcó un antes y después en la vida de Armstrong. En la primera parte del calendario consiguió ganar la Flecha Valona, hito que hasta ese momento ningún estadounidense había conseguido. Sin embargo, a partir de esa actuación, el rendimiento del estadounidense empezó a bajar. Solo corrió cinco días en el Tour de Francia y defraudó en su participación en los Juegos Olímpicos de Atlanta, donde finalizó sexto en la contrarreloj y decimosegundo en la carrera en ruta.

### Cáncer
En octubre de 1996, a la edad de veinticinco años, se le detectó un cáncer testicular con metástasis pulmonares y cerebrales. En su primera visita al urólogo en Austin, Texas, Armstrong presentaba distintos síntomas, entre ellos dolor testicular y sangre en la tos. Inmediatamente, el ciclista se sometió de urgencia a una operación quirúrgica en la que le extirparon un testículo y a ciclos de quimioterapia. Tras la cirugía, su doctor le informó que tenía menos de un 40 % de probabilidades de sobrevivir.
Armstrong eligió una quimioterapia que a priori no disminuiría su capacidad pulmonar en caso de supervivencia. Esta elección fue considerada a la postre como vital para salvar su carrera deportiva. El ciclista recibió sus primeros tratamientos en el centro médico de la Universidad de Indiana, donde el doctor Lawrence Einhorn había desarrollado una técnica pionera en el tratamiento del cáncer testicular. Su primer oncólogo fue el doctor Craig Nichols. Además, en ese mismo centro, sus tumores cerebrales fueron extirpados quirúrgicamente. Finalmente, se sometió a su último ciclo de quimioterapia el 13 de diciembre de 1996.
Lance pudo recuperarse progresivamente hasta regresar en la París-Niza de 1998, enrolado en las filas del equipo US Postal. Tras el prólogo, abandonó la carrera y pensó en retirarse definitivamente de las competiciones deportivas, pero tras fuertes reflexiones y con el apoyo de su entrenador Chris Carmichael decidió seguir; planteándose como principal objetivo el Campeonato del Mundo que se celebraba en Valkenburg (Holanda).
Ese verano ganó el Tour de Luxemburgo y se puso a punto para la Vuelta a España, donde rindió a un gran nivel clasificándose en la cuarta posición. Si bien no ganó ninguna etapa, estuvo con los mejores tanto en la montaña como en las etapas contrarreloj, recuperando su autoestima y encontrándose en un gran estado de forma de cara al Campeonato del Mundo, en el que finalmente fue cuarto, con victoria para Oscar Camenzind.

### Éxitos en el Tour de Francia

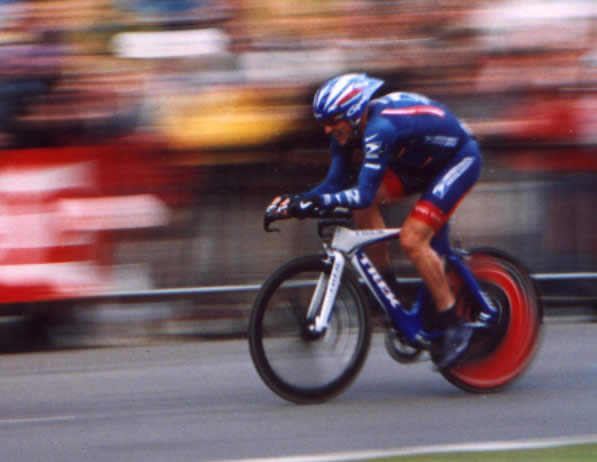
Armstrong en una contrarreloj

De cara a 1999, Armstrong se encontraba pletórico de moral y su director le convenció de que era posible incluso llegar a una meta más alta: vencer el Tour de Francia. Lance se presentó en la salida como un favorito de segunda fila y al final arrasó en la clasificación general por delante del suizo Alex Zülle, si bien este se vio inmensamente perjudicado por una caída en la segunda etapa donde perdió más de seis minutos.
Entre 1999 y 2002, tanto Armstrong como su equipo iban a más (año tras año, Johan Bruyneel armaba un equipo cada vez mejor al servicio del estadounidense que incluyó a ciclistas como Viatcheslav Ekimov, George Hincapie, Tyler Hamilton, Chechu Rubiera y Roberto Heras), mientras que sus principales rivales, el alemán Jan Ullrich y el italiano Marco Pantani, ganadores de los Tours anteriores, apenas le hicieron sombra. Ullrich fue segundo dos veces por detrás de Armstrong (en 2000 y 2001), y Pantani consiguió arrancarle un par de victorias de etapa en el Tour 2000 antes de abandonar dicha competición, justo cuando ya caía en picado tanto en su carrera deportiva como en su vida personal. Pero ninguno de los dos inquietaron a Armstrong en esos primeros cuatro Tours. Ni siquiera el corredor revelación de aquellos años, el español Joseba Beloki, podio durante tres años seguidos, pudo seguir la estela de un Armstrong sobrehumano. Solamente el francés Richard Virenque, el español Roberto Heras y Ullrich consiguieron darle un pequeño susto en la 16.ª etapa del Tour 2000, donde Armstrong tuvo el único momento malo en esos cuatro años. Tanto le impresionó Heras en aquel Tour, que, tirando de talonario, lo fichó para su propio equipo al acabar la temporada.

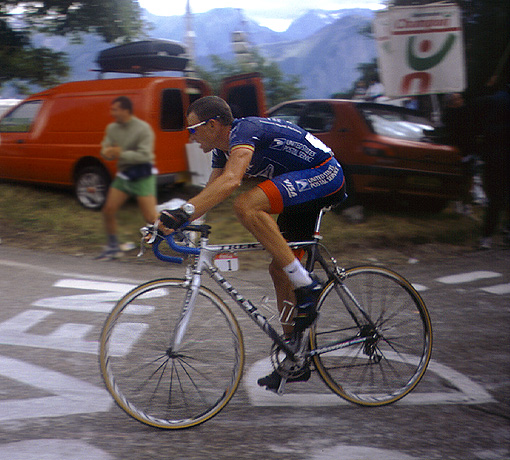
Armstrong subiendo L'Alpe d'Huez en 2001

Y en 2003, el texano llegó a la edición del Tour del Centenario con la mira puesta en igualar la marca de cinco Tours consecutivos de Miguel Induráin. Y pese a que un resucitado Jan Ullrich llegó a ponerle contra las cuerdas, lo logró. Aquel año fue el único en el que Armstrong mostró cierta debilidad, una debilidad que sus principales rivales aprovecharon para acercársele. Ullrich quedó 2.º en la general a solo un minuto, además de ganarle una etapa contrarreloj por más de 1:30 minutos; Joseba Beloki también le atacó como nunca antes, hasta que llegó el desgraciado accidente que sufrió en la etapa con final en Gap, que ganó el kazajo Alexandre Vinokourov, a la postre, tercero en París. Incluso su anterior gregario, su compatriota Tyler Hamilton, le atacó en alguna etapa.
En 2004 Armstrong aspiraba a hacer más grande su leyenda, y lo hacía más cuestionado que nunca, tras el bajo rendimiento que había mostrado durante su preparación para el Tour. Pero el ciclista estadounidense volvió a sorprender con una autoridad aplastante, ganando 5 etapas y acabando a más de seis minutos del segundo, el alemán Andreas Klöden. Jan Ullrich solo pudo ser cuarto, mientras que el resto de los favoritos sobre el papel abandonaron.
Y en 2005 consiguió vencer por séptima vez la ronda gala. Con su nuevo equipo, el Discovery Channel, heredero del US Postal, se impuso en el Tour de Francia 2005, esta vez sobre el italiano Ivan Basso, mientras que Ullrich, que tuvo un accidente el día antes de empezar, fue tercero.

### Retirada
El 18 de abril de 2005 había anunciado en rueda de prensa en Georgia que se retiraba en julio, tras el Tour, pese a tener un año más de contrato con su equipo, el Discovery Channel. Tras su séptima victoria consecutiva en la ronda gala, Armstrong se retiraba como campeón invicto.
En 2006 Armstrong corrió la maratón de Nueva York con el fin de conseguir fondos para la lucha contra el cáncer, con un tiempo de 2 horas 59 minutos 37 segundos, a unos 50 minutos del ganador, el brasileño Marilson Gomes dos Santos (2:09:58).

### Regreso al ciclismo
El 8 de septiembre de 2008 Armstrong anunció su vuelta al ciclismo profesional en el año 2009, con el objetivo de potenciar la lucha contra el cáncer. El 24 de septiembre de 2008 anunció la fecha de su vuelta, el 18 de enero de 2009 en la Down-Under de Australia, con el equipo Astaná que dirigía Johan Bruyneel y en el que militaba Alberto Contador. Posteriormente, el 1 de diciembre, en la concentración de su equipo, el Astana, anunció que correría el Tour de Francia 2009. En marzo de 2009, como preludio al Giro de Italia, Armstrong participó en la Vuelta a Castilla y León, en donde tuvo que retirarse en la primera etapa tras sufrir una caída a su paso por Antigüedad (Palencia), fracturándose la clavícula. Con motivo del accidente, se erigió un monumento en la pequeña localidad palentina.

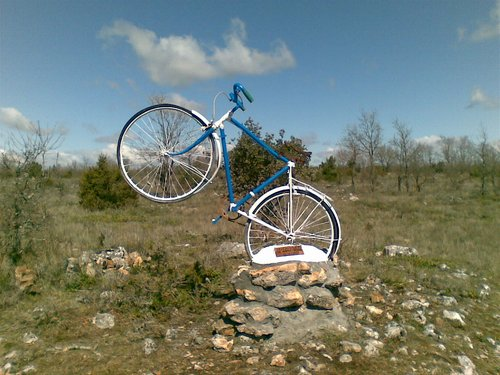
Monumento a Armstrong en el lugar donde se fracturó la clavícula, a su paso por Antigüedad (Palencia)

Finalizó en el puesto 11.º el Giro de Italia, que corre como preparación para el Tour de Francia, en el que finalizaría tercero y en el que ganó junto con sus compañeros del equipo Astaná la contrarreloj por equipos de la cuarta etapa y la clasificación general final por equipos.
Antes de la finalización del Tour 2009 anunció que crearía en 2010, junto con Johan Bruyneel, un nuevo equipo patrocinado por RadioShack Corporation, el Team RadioShack. El 28 de junio, Armstrong anunció a través de Twitter que la edición de 2010 sería su último Tour de Francia. Armstrong hizo una actuación destacada en la contrarreloj del prólogo del Tour, terminando cuarto, pero sufrió caídas en etapas posteriores que lo dejaron fuera de la clasificación general, especialmente, una caída grave en la etapa 8. Se recuperó para la etapa 16 de los Pirineos, siendo uno de los fugados del día; fuga que llegaría a meta, aunque, ni Lance ni su compañero de equipo, Chris Horner, fueron los vencedores. Terminó el Tour en el puesto 23, 39 minutos y 20 segundos detrás del ganador, Alberto Contador (Contador sería desposeído del título tiempo después). También, fue un corredor importante para ayudar al equipo RadioShack a ganar la clasificación por equipos, superando a Caisse d'Epargne por 9 minutos y 15 segundos. 
A comienzos de 2011 manifestó que la última carrera de prestigio en la que participaría sería el Tour Down Under 2011, ya que después se dedicaría exclusivamente a carreras de segundo nivel en los Estados Unidos. En 2011 anunció su retirada definitiva.

## Acusaciones de dopaje
Armstrong fue acusado de prácticas dopantes en varias ocasiones. En 2001, fue criticado por trabajar con el controvertido preparador y médico Michele Ferrari. Uno de sus críticos fue Greg LeMond (compatriota de Armstrong y triple campeón del Tour), quien se declaró decepcionado tras conocer la noticia de que el propio Armstrong había admitido trabajar con Ferrari. Esto llevó a una enemistad entre ambos con acusaciones de uno y otro lado. Mientras, el por entonces organizador del Tour Jean-Marie Leblanc confesó que "no estaba feliz" de que los nombres de Armstrong y Ferrari "estuvieran mezclados". Cuando el doctor Ferrari fue condenado por "fraude deportivo", Armstrong rompió su relación profesional con el médico ya que, según comentó, sentía "cero tolerancia por alguien condenado por usar o facilitar drogas dopantes" a pesar de que durante su colaboración "nunca le había sugerido, recetado o facilitado ninguna droga". Ferrari fue posteriormente absuelto de todos los cargos por un tribunal italiano de apelación.

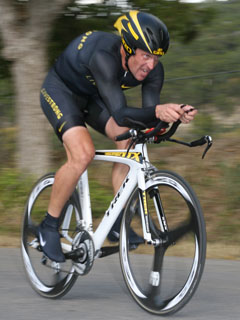
Lance Armstrong en una contrarreloj de exhibición

En 2004, los periodistas Pierre Ballester y David Walsh publicaron en un libro que Armstrong había utilizado sustancias dopantes (L. A. Confidentiel - Les secrets de Lance Armstrong). La obra contenía el testimonio de la masajista del corredor Emma O'Reilly, quien aseguró que el ciclista le pidió que tirara jeringuillas usadas y le solicitó maquillaje para ocultar las marcas de las agujas en los brazos. Otro entrevistado en el libro, Steve Swarts, comentó que él y otros corredores del equipo Motorola, incluyendo a Armstrong, habían empezado a recurrir al dopaje a partir de 1995, acusación desmentida por otros miembros de la escuadra. Estas partes del libro fueron a su vez reproducidas en junio en The Sunday Times. Armstrong demandó por difamación al periódico. El caso se resolvió con un acuerdo extrajudicial que determinó que el artículo "contenía acusaciones de culpabilidad pero sin dar motivos que justificaran" las afirmaciones. Finalmente, los abogados del periódico declararon que "The Sunday Times ha confirmado al señor Armstrong que nunca había sido su intención tratar de acusarle de haber consumido sustancias dopantes y que, por tanto, le presentaba sus sinceras disculpas".
En marzo de 2005, Mike Anderson presentó una denuncia en la Corte del Distrito del Condado de Travis, en Texas, tras dejar de trabajar para Armstrong en noviembre de 2004. Anderson trabajó para el ciclista dos años como asistente personal. En su escrito, el exempleado afirmó haber encontrado en febrero de 2004, en el cuarto de baño del domicilio en España de Lance Armstrong, en Gerona, una caja con el título "androsterina", un esteroide anabolizante. El ciclista rechazó las acusaciones. Finalmente, el deportista y su ex asistente resolvieron el caso con acuerdo extrajudicial. Los términos del acuerdo no se hicieron públicos.
Por otra parte, estuvo enfrentado en multitud de ocasiones con el diario L'Equipe. El primer enfrentamiento surgió a raíz de unas acusaciones de dopaje, en su reaparición tras el cáncer, en el Tour de 1999 que Armstrong terminó ganando. Este y otros enfrentamientos posteriores hicieron correr ríos de tinta en Francia, pero sobre todo una investigación posterior a la retirada de Lance, que fue llevada a cabo en 2006, por el diario L'Equipe, en la que un periodista de dicho diario aseguraba que en las muestras de orina de Lance Armstrong tomadas en 1999 fueron supuestamente encontrados restos de la sustancia EPO, que eran imposible de ser detectados en aquella época. Dichos restos eran supuestos ya que no se había dado a conocer el número del código de la muestra B, la cual contenía la muestra de orina. Armstrong se defendió achacando la noticia a cierta envidia por parte de los franceses, y en particular del diario L'Equipe.

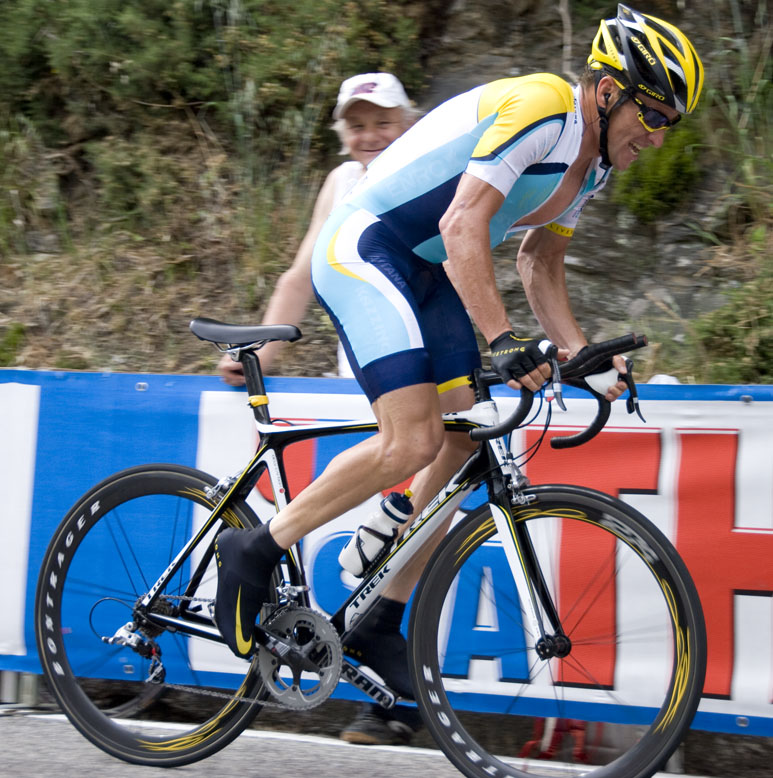
Armstrong tras su reaparición en el Giro de Italia 2009, con el maillot de Astana

En junio de 2006, la Unión Ciclista Internacional (UCI) reiteró la validez del "informe Vrijman", que exculpaba a Lance Armstrong, sosteniendo que "los análisis que se realizaron a las muestras de orina fueron llevados a cabo de manera incorrecta y muy alejada de los criterios científicos", y que era "totalmente irresponsable" sostener que "constituyen una prueba de algo". La UCI, además de dar por bueno el informe Vrijman, confirmando la inocencia de Armstrong, acusó a la AMA de haber facilitado informaciones confidenciales al diario deportivo L'Équipe.
En junio de 2006, el periódico francés Le Monde publicó las acusaciones del excompañero de Armstrong Frankie Andreu y su mujer, Betsy. El matrimonio aseguró que el ciclista había admitido consumir sustancias dopantes justo después de pasar por el quirófano durante su tratamiento para vencer al cáncer, en 1996. Las declaraciones de la pareja fueron hechas bajo juramento durante el procedimiento judicial de arbitraje iniciado por Lance Armstrong contra la compañía de seguros SCA Promotions, que se negaba a pagarle la prima de cinco millones de dólares por su victoria en el Tour de 2004 al considerar que existían sospechas fundadas de dopaje. La mujer de Andreu relató: "El médico comenzó a hacerle preguntas banales y, de pronto, le soltó: ¿Ha tomado productos dopantes?. Y respondió que sí. Le preguntó cuáles y Lance respondió: EPO, hormonas del crecimiento, cortisona, esteroides y testosterona". Su marido confirmó el testimonio. "No sé cómo el doctor hizo la pregunta, pero la respuesta fue que había tomado EPO, testosterona...". Armstrong sostuvo que Betsy Andreu podría haberse confundido por una posible mención al tratamiento posterior a la operación, que incluía esteroides y EPO para contrarrestar parte de los efectos de la quimioterapia. El relato de los Andreu no fue respaldado por ninguna de las otras ocho personas presentes, incluyendo el doctor de Armstrong Craig Nichols, Sin embargo, y de acuerdo a Greg LeMond, enfrentado con Armstrong, existe una conversación grabada con Stephanie McIlvain, el contacto del ciclista con Oakley, uno de sus patrocinadores, que dice: "Estuve en esa habitación y lo escuché". McIlvain negó todo en su testimonio bajo juramento.

## Pérdida de los 7 Tours y la medalla olímpica
A principios de 2012 comenzó un proceso que culminó con la anulación de todos los resultados conseguidos por Armstrong desde el 1 de agosto de 1998 en adelante, incluyendo una sanción de por vida para la práctica del deporte profesional:
- En febrero de 2012, es declarado inocente de los cargos por los fiscales generales de Los Ángeles. Además, no se presentarán cargos de dopaje en su contra.[24]

- En junio de 2012 es acusado formalmente de dopaje continuado y se le amenaza con retirarle sus 7 Tours de Francia. La USADA presentó 15 páginas de cargos contra el deportista estadounidense en los que incluía acusaciones de que Armstrong usó la hormona EPO, transfusiones de sangre, testosterona y corticoides entre 1998 y 2011.

- El 24 de agosto de 2012, la Agencia Antidopaje de EE. UU. (USADA) anuncia que propondrá la desposesión de todos sus títulos desde agosto de 1998, incluyendo los siete Tours de Francia. El comunicado se produce después de que el ciclista tejano informara de su intención de no recurrir los cargos que se le imputaban.[25]

- El 10 de octubre de 2012, la USADA presenta ante la UCI el informe "Decisión razonada",[26] donde acusa formalmente a Armstrong y al equipo US Postal de utilizar "el sistema más sofisticado, profesionalizado y exitoso de dopaje que el deporte jamás ha visto". El informe de más de 1000 páginas contiene las declaraciones de 26 personas, entre ellas 11 excompañeros de Armstrong: Floyd Landis, George Hincapie, Christian Vande Velde, Jonathan Vaughters, David Zabriskie, Levi Leipheimer, Frankie Andreu, Michael Barry, Tom Danielson, Tyler Hamilton y Stephen Swart, quienes afirmaron que en el equipo se efectuaban prácticas irregulares, que fueron profesionalmente diseñadas para presionar a los ciclistas para el uso de drogas, evadir su detección y asegurar su silencio. Según este mismo informe, los médicos que dieron apoyo a la trama fueron Michele Ferrari, Luis García del Moral y José Martí.[27] Los ciclistas que todavía se encontraban activos (Vande Velde, Zabriskie, Leipheimer y Danielson) fueron suspendidos durante 6 meses y también se les anularon los resultados deportivos.[28] Por el contrario José Luis "Chechu" Rubiera en declaraciones de prensa afirmó que nunca vio doparse a Armstrong en los cinco años en que coincidieron en el equipo. El australiano Patrick Jonker (que estuvo en US Postal en el año 2000) afirmó que él no se había dopado y que no todos los ciclistas del equipo lo hacían.[29][30][31]

- El 22 de octubre de 2012 la UCI hace efectiva la sanción de por vida y lo desposee de sus siete títulos, aceptando así la propuesta de la agencia estadounidense.[4]

- El 17 de enero de 2013, Armstrong admitió públicamente en una entrevista realizada por Oprah Winfrey haber utilizado métodos dopantes en los siete Tours que ganó.[32] El Comité Olímpico Internacional lo descalificó de su tercer puesto en la contrarreloj de los Juegos Olímpicos de Sídney 2000 y pidió que devolviera la medalla de bronce y el diploma olímpico.[33]

- El 12 de septiembre de 2013, Armstrong devolvió la medalla olímpica.[34]

### Reacciones
Luego de que la entrevista con Oprah saliera al aire, el mundo del deporte y el espectáculo reaccionó casi de manera inmediata lanzando fuertes críticas al ciclista estadounidense.
- Alberto Contador (ciclista): "Ya se ha hablado mucho de esa entrevista, pero lo que dijo no pilló por sorpresa a nadie. Es duro para la imagen del ciclismo, pero me quedo con lo que puede ser bueno: tal vez así podremos cerrar este capítulo de esa década y centrarnos en el presente y el futuro de este bonito deporte."[35]

- Novak Djokovic (tenista): "Sería ridículo de su parte negar la evidencia ya que había miles de pruebas. Es una vergüenza para el deporte tener a un deportista como Armstrong. Ha engañado al deporte. Ha engañado a mucha gente en el mundo entero con su carrera, con su historia. Es ridículo que negara la evidencia después de miles de pruebas, se le tienen que retirar todos los títulos. Merece sufrir. He perdido confianza en el ciclismo igual que le ha pasado a mucha gente. Yo lo seguía antes. A todos los grandes campeones. Pero ha habido tantos escándalos ya."[36]

- Roger Federer (tenista): "Qué historia tan triste. No sé que decir. Simplemente me entristece ver que alguien hizo algo así durante tanto tiempo. Obviamente ha dañado su deporte en gran medida, a pesar de que lo ayudara al principio. Pero ahora por la carga con la que vivimos, también ha afectado a otros deportes. Supongo que lo único que necesitaba era ver los primeros minutos de la entrevista, el resto no me importa. Desgraciadamente, creo que ahora mucha gente mira y es como, bien, si alguien tan grande (ha estado engañando), ¿qué pasa con todos los demás en cualquier otro deporte? Para ser honesto, esta historia es muy triste."[37]

- Michael Llodra (tenista): "Siempre es decepcionante descubrir que un deportista se estaba dopando, pero especialmente si se trata de un icono del deporte internacional. Es una vergüenza porque hizo soñar a muchos niños. Siempre tenía palabras nobles, pero ahora sabemos que eso eran solo palabras."[38]

## Palmarés
1992
- G. P. de Atlanta
- 1 etapa de la Vuelta a Galicia

1993
- Trofeo Laigueglia
- 1 etapa del Tour de Francia

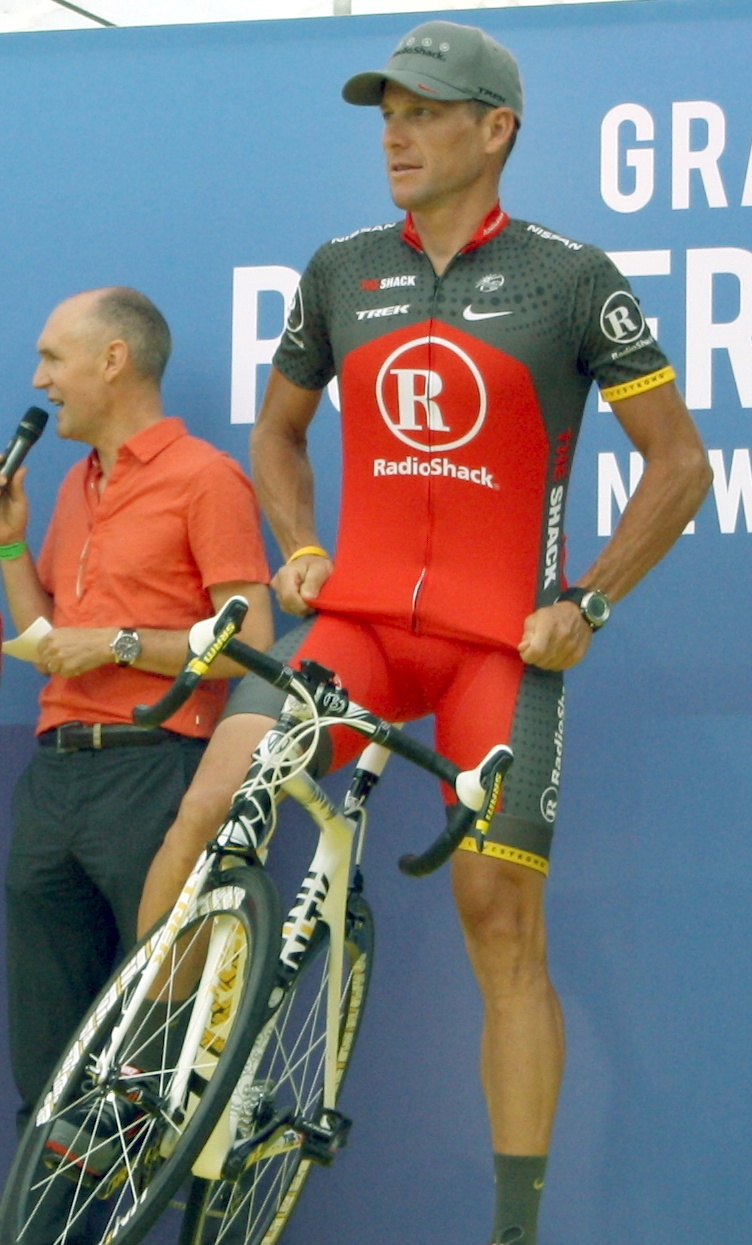
Lance Armstrong en 2010

- Campeonato de Estados Unidos en Ruta
- Campeonato del Mundo en Ruta

1995
- Tour DuPont, más 5 etapas
- 1 etapa de la París-Niza
- Clásica de San Sebastián
- 1 etapa del Tour de Francia
- 3.º en el Campeonato de Estados Unidos en Ruta

1996
- Flecha Valona
- Tour DuPont, más 5 etapas

1998
- Tour de Luxemburgo, más 1 etapa
- Tour de Rhénanie-Palatinat
- Clásica Cascade

## Resultados

### Grandes Vueltas y Campeonatos
| Carrera              | Carrera              | 1992 | 1993         | 1994         | 1995         | 1996 | 1997         | 1998         | 1999         | 2000 | 2001         | 2002         | 2003         | 2004 | 2005         | 2006         | 2007         | 2008 | 2009         | 2010         | 2011         |
|                      | Giro de Italia       | —    | —            | —            | —            | —    | —            | —            | —            | —    | —            | —            | —            | —    | —            | —            | —            | —    | 11.º         | —            | —            |
|                      | Tour de Francia      | —    | Ab.          | Ab.          | 36.º         | Ab.  | —            | —            | 1.º          | 1.º  | 1.º          | 1.º          | 1.º          | 1.º  | 1.º          | —            | —            | —    | 3.º          | 23.º         | —            |
|                      | Vuelta a España      | —    | —            | —            | —            | —    | —            | 4.º          | —            | —    | —            | —            | —            | —    | —            | —            | —            | —    | —            | —            | —            |
| JJ. OO. (Ruta)       | JJ. OO. (Ruta)       | 14.º | No disputado | No disputado | No disputado | 12.º | No disputado | No disputado | No disputado | 13.º | No disputado | No disputado | No disputado | —    | No disputado | No disputado | No disputado | —    | No disputado | No disputado | No disputado |
| JJ. OO. (CRI)        | JJ. OO. (CRI)        | —    | No disputado | No disputado | No disputado | 6.º  | No disputado | No disputado | No disputado | 3.º  | No disputado | No disputado | No disputado | —    | No disputado | No disputado | No disputado | —    | No disputado | No disputado | No disputado |
| Mundial en Ruta      | Mundial en Ruta      | Ab.  | 1.º          | 7.º          | —            | —    | —            | 4.º          | —            | —    | —            | —            | —            | —    | —            | —            | —            | —    | —            | —            | —            |
| Mundial Contrarreloj | Mundial Contrarreloj | X    | X            | —            | —            | —    | —            | 4.º          | —            | —    | —            | —            | —            | —    | —            | —            | —            | —    | —            | —            | —            |
| EE. UU. en Ruta      | EE. UU. en Ruta      | —    | 1.º          | —            | 3.º          | —    | —            | 32.º         | —            | —    | —            | —            | —            | —    | —            | —            | —            | —    | —            | —            | —            |

### Vueltas menores
| Carrera | Carrera                | 1992 | 1993 | 1994 | 1995 | 1996 | 1997 | 1998 | 1999 | 2000 | 2001 | 2002 | 2003 | 2004 | 2005 | 2006 | 2007 | 2008 | 2009 | 2010 | 2011 |
|         | Tour Down Under        | —    | —    | —    | —    | —    | —    | —    | —    | —    | —    | —    | —    | —    | —    | —    | —    | —    | 29.º | 24.º | 67.º |
|         | París-Niza             | —    | 9.º  | —    | 35.º | 2.º  | —    | Ab.  | 61.º | —    | —    | —    | —    | —    | Ab.  | —    | —    | —    | —    | —    | —    |
|         | Tirreno-Adriático      | —    | —    | 51.º | —    | —    | —    | —    | —    | —    | —    | —    | —    | —    | —    | —    | —    | —    | —    | —    | —    |
|         | Volta a Cataluña       | —    | —    | —    | —    | —    | —    | Ab.  | —    | —    | —    | —    | —    | —    | —    | —    | —    | —    | —    | —    | —    |
|         | Vuelta al País Vasco   | —    | —    | —    | —    | —    | —    | —    | —    | Ab.  | —    | —    | —    | —    | —    | —    | —    | —    | —    | —    | —    |
|         | Critérium del Dauphiné | —    | —    | —    | —    | —    | —    | —    | 8.º  | 3.º  | —    | 1.º  | 1.º  | 4.º  | 4.º  | —    | —    | —    | —    | —    | —    |
|         | Vuelta a Suiza         | —    | —    | 7.º  | Ab.  | Ab.  | —    | —    | —    | —    | 1.º  | —    | —    | —    | —    | —    | —    | —    | —    | 2.º  | —    |

—: no participa

Ab.: abandona

X.º o años de color gris: Resultados anulados por la sanción de dopaje dictada por la USADA el 22 de agosto de 2012.

## Equipos
- Motorola (1992-1996)
- Cofidis (1997)
- US Postal/Discovery Channel (1998-2005)
  - US Postal Service (1998-2002)
  - US Postal Service presented by Berry Floor (2003-2004)
  - Discovery Channel Pro Cycling Team (2005)
- Astana (2009)
- RadioShack (2010-2011)

## Reconocimientos
- Bicicleta de Oro (1999, 2000, 2001, 2003, 2004)
- 2.º en la Bicicleta de Oro (2002 y 2005)
- 3.º en la Bicicleta de Oro (1998)
- Premio Príncipe de Asturias de los Deportes (2000)
- Atleta del Año de Associated Press (2002, 2003, 2004 y 2005)

| Predecesora: · Steffi Graf · Alemania | 14.º Premio Príncipe de Asturias de los Deportes 2000 | Sucesor: · Manel Estiarte · España |

## Obras
- Mi vuelta a la vida
- Vivir cada segundo